# Merionoeda inopinata
Merionoeda inopinata är en skalbaggsart som beskrevs av Holzschuh 2003. Merionoeda inopinata ingår i släktet Merionoeda och familjen långhorningar.
Artens utbredningsområde är Laos. Inga underarter finns listade i Catalogue of Life.